# Anny Ramírez
Anny Guillermina Ramírez Pérez (ur. 20 sierpnia 1998) – dominikańska zapaśniczka startująca w stylu wolnym. Brązowa medalistka mistrzostw panamerykańskich w 2021, a także igrzysk Ameryki Środkowej i Karaibów w 2018 i mistrzostw Ameryki Środkowej i Karaibów w 2018. Czwarta na igrzyskach boliwaryjskich w 2022 roku.